# 马来伊斯兰君主制
马来伊斯兰君主制於1984年1月1日（文莱脱离英国独立日）被蘇丹哈桑纳尔·博尔基亚正式宣佈為汶莱的國家哲學。
MIB被描述為“融合了馬來語言、文化和馬來習俗、伊斯蘭教法和價值觀的教導以及所有人必須尊重和實踐的君主制”。伊斯蘭教是汶萊的官方國教。MIB基本上反對世俗主義的概念。